# Деллвуд (Міннесота)
Деллвуд (англ. Dellwood) — місто (англ. city) в США, в окрузі Вашингтон штату Міннесота. Населення — 1171 особа (2020).

## Географія
Деллвуд розташований за координатами 45°5′56″ пн. ш. 92°58′3″ зх. д. / 45.09889° пн. ш. 92.96750° зх. д. (45.098768, -92.967562).  За даними Бюро перепису населення США в 2010 році місто мало площу 7,27 км², з яких 6,88 км² — суходіл та 0,39 км² — водойми.

## Демографія
Згідно з переписом 2010 року, у місті мешкали 1063 особи в 372 домогосподарствах у складі 319 родин. Густота населення становила 146 осіб/км².  Було 409 помешкань (56/км²).
Расовий склад населення:
| - 96,7 % — білих - 1,7 % — азіатів - 0,4 % — чорних або афроамериканців - 0,1 % — вихідців з тихоокеанських островів - 0,1 % — корінних американців |

До двох чи більше рас належало 0,9 %. Частка іспаномовних становила 2,0 % від усіх жителів.
За віковим діапазоном населення розподілялося таким чином: 28,9 % — особи молодші 18 років, 57,6 % — особи у віці 18—64 років, 13,5 % — особи у віці 65 років та старші. Медіана віку мешканця становила 46,1 року. На 100 осіб жіночої статі у місті припадало 105,2 чоловіків;  на 100 жінок у віці від 18 років та старших — 97,9 чоловіків також старших 18 років.
Середній дохід на одне домашнє господарство  становив 216 718 доларів США (медіана — 163 333), а середній дохід на одну сім'ю — 235 851 долар (медіана — 172 917). Медіана доходів становила 144 583 долари для чоловіків та 62 679 доларів для жінок. За межею бідності перебувало 2,3 % осіб, у тому числі 1,3 % дітей у віці до 18 років та 2,4 % осіб у віці 65 років та старших.
Цивільне працевлаштоване населення становило 539 осіб. Основні галузі зайнятості: освіта, охорона здоров'я та соціальна допомога — 20,4 %, науковці, спеціалісти, менеджери — 17,8 %, виробництво — 14,1 %, фінанси, страхування та нерухомість — 13,2 %.